# Битва біля Червоної скелі
«Битва біля Червоної скелі» (кит. 赤壁, пін. Chìbì) — історичний фільм режисера Джона Ву, що розповідає про найбільшу битву епохи Трицарства і події, пов'язані з нею. Хоча спочатку передбачалося зняти один фільм, через велику тривалість (понад 5 годин) його довелося розділити на дві частини, що вийшли 2008 (кит. 赤壁, пін. Chìbì, 146хв.) та 2009 року (кит. 赤壁：绝战天下, пін. Chìbì: Jué zhàn tiānxià, 142 хв.). Окрім того, для американського прокату випущено єдину скорочену версію (англ. Red Cliff) тривалістю 148 хвилин.
Перша частина фільму зібрала понад 127 мільйонів доларів США на міжнародному рівні і побила рекорд азійського прокату, який раніше належав «Титаніку» на материковому Китаї.

## Сюжет

### Перша частина
У 208 році нашої ери династія Східна Хань веде боротьбу проти бунту воєначальників на півдні. Цао Цао, який стоїть за законним імператором Сіанем, використовує це як привід для вторгнення в сусіднє царство. Він очолює імперську армію в кампанії проти бунтарів Сунь Цюаня і Лю Бея. Імператор неохоче підтримує похід на південь, армія Цао Цао швидко завойовує провінцію Цзін. Біля Чанбана сили Цао Цао та Лю Бея стикаються в битві. Тим часом побратими Лю Бея, Ґуань Юй і Чжан Фей, прикривають втечу цивільних і стримують кавалерію Цао Цао. Воїн Лю Бея, Чжао Юнь, намагається врятувати родину свого володаря, але врятувати лише його малолітнього сина.
Після битви радник Лю Бея Чжуге Лян вирушає з дипломатичною місією в Цзяндун, щоб укласти союз між Лю Беєм і Сунь Цюанем проти Цао Цао. Спочатку Сунь Цюань вагається, сподіваючись, що з Цао Цао можливий мир. Він вислуховує Чжуге Ляна та вирушає на полювання зі своїм командиром Чжоу Юєм і його сестрою Сунь Шансян. Врешті він вирішує піти війною проти Цао Цао, якому шле замість відповіді порожній сувій. В той час командири флоту Цай Мао та Чжан Юнь присягають на вірність Цао Цао. Той доручає їм командувати своїм величезним флотом.
Армія Цао Цао швидко просувається до бази бунтарів біля Червоної скелі по суші й по річці. Сунь Шансян очолює загін вершників, щоб заманити авангард Цао Цао до пастки. Задум вдається, але в Цао Цао все одно ще багато воїнів. Отож, Цао Цао веде основну частину своїх сил на берег річки та облаштовує табір неподалік від Червоної скелі, щоб підготуватися до нападу. Поки альянс воєначальників влаштовує бенкет, щоб відсвяткувати свою перемогу, Сунь Шансян, переодягнувшись простим солдатом, вирушає шпигувати в табір Цао Цао. Вона шле Чжуге Ляну повідомлення через голуба.

### Друга частина
Чжуге Лян отримує повідомлення від Сунь Шансян про епідемію в таборі Цао Цао. Тим часом Цао Цао влаштовує гру в цуцзюй, щоб підвищити бойовий дух своїх військ. Сунь Шансян знайомиться з Сунь Шуцаєм, солдатом і вправним гравцем у цуцзюй. Цао Цао наказує відправити трупи померлих від епідемії на плотах униз по річці з метою заразити ворогів. Солдати необачно грабують трупи та підхоплюють тиф.
Розчарований Лю Бей покидає союзників зі своїми військами на радість Цао Цао. В альянсі лишається 30 тис. воїнів проти сотень тисяч у ворога. Чжуге Лян залишається, щоб допомогти Сунь Цюаню. Цай Мао і Чжан Юнь придумують зменшити хитавицю кораблів, скріпивши їх разом.
Чжоу Юй і Чжуге Лян бажають похитнути довіру Цао Цао до Цай Мао і Чжан Юня, викравши в них 100 тис. стріл. Чжуге Лян пропонує відправити під покривом туману вкриті соломою кораблі. Цай Мао та Чжан Юнь наказують обстрілювати кораблі стрілами, не здогадуючись, що це не завдає жодної шкоди. Потім флот альянсу повертається до табору.
Цао Цао посилає Цзян Ганя переконати Чжоу Юя здатися, але той обманом змушує Цзян Ганя повірити, що Цай Мао та Чжан Юнь планують убити Цао Цао. Отримавши таку звістку, Цао Цао думає, що його воєначальники зумисне піддалися ворогу, та наказує стратити їх.
Сунь Шансян повертається з табору Цао Цао з картою ворожих позицій. Вона зазначає, що ворожі кораблі скріплені між собою. Чжоу Юй і Чжуге Лян вирішують атакувати флот Цао Цао, користуючись зміною напрямку вітру, що позбавить його переваги. Перед битвою військо Сунь Цюаня бенкетує, святкуючи зимове сонцестояння. Тим часом дружина Чжоу Юя, Сяо Цяо, сама таємно прямує до табору Цао Цао в надії переконати Цао Цао припинити війну. Їй не вдається переконати Цао Цао, але вона вирішує відволікти його складною чайною церемонією, щоб виграти для Чжоу Юя час.
Битва починається вночі, коли вітер змінює напрям. Підпалені човни Сунь Цюана таранять флот Цао Цао, спричиняючи пожежу, яка поширюється через вітер. Скріплені кораблі згоряють. Тим часом виявляється, що Лю Бей лише розігрував свій вихід з альянсу. Його армія раптово повертається й атакує укріплення Цао Цао на суші. Воїни альянсу оточують табір Цао Цао. Проте Цао Цао вдається утримати Чжоу Юя, влаштувавши йому засідку за допомогою Цао Хуна. Сяхоу Цзюнь також з'являється з Сяо Цяо як заручницею і погрожує вбити її, якщо союзники не здадуться. Однак Чжао Юнь несподівано рятує Сяо Цяо, а Сунь Цюань випускає стрілу, яка зрізає Цао Цао волосся. Союзники вирішують помилувати Цао Цао та лишають його на згарищі табору зі словами, що вірні імператору. Наприкінці Чжоу Юй і Чжуге Лян заперечують раніші слова Цао Цао, підтверджуючи свою взаємну дружбу.

## Герої
- Чжоу Юй — згадки про головного героя роману «Трицарство» — адмірала, очільника об'єднаного війська царств У і Шу, віцеправителя царства У, який розривається між відданістю країні і любов'ю до своєї дружині Сяо Цяо можна знайти не тільки в історичних книгах, але і в поемі Су Дунпо.
- Чжуге Лян — один з найуспішніших полководців. На момент Битви біля Червоної Скелі йому було всього 27 років. У Китаї йому встановлена бронзова статуя висотою 20 метрів, витяги з його книги «Записи про вірного полководця» часто зустрічаються і в сучасній літературі.
- Цао Цао — поет, полководець і державний діяч. Заснував царство Вей.
- Гуань Юй — і в наші дні в багатьох азійських країнах шанується як божество війни.

## Ролі
| Актор                 | Роль        |
| --------------------- | ----------- |
| Тоні Люн              | Чжоу Юй     |
| Такесі Канесіро       | Чжуге Лян   |
| Чжан Фенг             | Цао Цао     |
| Чан Чень              | Сунь Цуань  |
| Чжао Вей              | Сунь Шансян |
| Ху Цзюнь              | Чжао Юнь    |
| Сидо Накамура         | Гань Сін    |
| Лінь Чілін            | Сяо Цяо     |
| Батдоржійн Баасанджав | Гуань Юй    |

## Цікаві факти
- У фільмі Цао Цао страчує своїх адміралів Цай Мао і Чжан Юаня за те, що ті змарнували сто тисяч стріл, стріляючи по кораблях з соломою. Це збігається за часом з прочитанням ним підробленого листа про намір адміралів здатися. У романі — Цао Цао страчує їх лише на підставі підробленого листа, в якому вони нібито висловлюють бажання перейти до Чжоу Юя. А план зі стрілами Чжуге Лян придумує і реалізує пізніше.
- У реальній битві біля Червоної скелі війська Лю Бея не брали участі взагалі, бо він служив тоді військовим радником Чжуге Ляна. Участь військ Лю Бея звелася до улаштування декількох засідок на шляху відступаючої армії Цао Цао.
- У романі Чжоу Юй кілька разів намагається знищити Чжуге Ляна, але безуспішно.

## Нагороди та номінації
- 2009 — Азійська кінопремія за найкращі візуальні ефекти (Крейг Хейс), а також номінації в категоріях «найкращий фільм» і «найкращий режисер» (Джон Ву).
- 2009 — 5 премій Hong Kong Film Awards: найкраща музика (Таро Івасіро), найкраща робота художника (Тіммі Іп), найкращі костюми і грим (Тіммі Іп), найкращі візуальні ефекти (Крейг Хейс), найкращий звук (Роджер Севідж). Крім того, стрічка отримала ще 9 номінацій.
- 2009 — 3 премії Huabiao Film Awards (за обидві частини фільму): найкращий режисер (Джон Ву), найкращий спільний фільм, найкраще технічне досягнення.
- 2009 — номінація на премію «Золотий півень» за найкращу операторську роботу (Люй Юе, Чжан Лі, за обидві частини фільму.
- 2009 — номінація на премію Японської кіноакадемії за найкращий фільм іноземною мовою (за першу частину).
- 2009 — премія «Майніті» за найкращий фільм іноземною мовою.
- 2010 — Азійська кінопремія найкасовішому кінорежисеру.
- 2010 — премія Hong Kong Film Awards за найкращий звук (Стів Берджесс, Ву Цзян), а також 14 номінацій.
- 2010 — номінація на премію Японської кіноакадемії за найкращий фільм іноземною мовою.
- 2010 — три номінації на премію «Сатурн»: найкращий міжнародний фільм, найкраща музика (Таро Івасіро), найкращі костюми (Тіммі Іп).

## Знімальна група
- Режисер — Джон Ву
- Сценарист — Джон Ву, Чань Хань, Шен Хеюй, Ко Чен
- Продюсер — Теренс Чжан, Саньпін Хань, Джон Ву
- Композитор — Таро Івасіро